# Live Blood
Live Blood ist das dritte Live- und das achtzehnte Album insgesamt des englischen Singer-Songwriters und Rock-Musikers Peter Gabriel, das am 23. April 2012 von Real World Records veröffentlicht wurde.

## Hintergrund
Das Album wurde am bei zwei Konzerten der The New Blood Tour 23. und 24. März 2011 im Hammersmith Apollo im Londoner Stadtteil Hammersmith aufgenommen. Gabriel trat dort gemeinsam mit dem New Blood Orchestra und den Sängerinnen Ane Brun, Melanie Gabriel und Sevara Nazarxon, die auch schon bei Peters vorheriger Growing Up Tour im Jahr 2003 in Europa und in der Folge auch auf Growing Up Live, das in Mailand aufgenommen wurde, als Gast dabei war, und dem Pianisten Tom Cawley, der auch schon auf New Blood und später auf i/o dabei gewesen war, auf.
Die Setlist umfasste Lieder aus seinem vorherigen Orchester-Coveralbum Scratch My Back und neue Arrangements für Orchester seiner Solo-Lieder, von denen die meisten am 10. Oktober 2011 auf dem Studioalbum New Blood erschienen sind. Eine Einzel-CD-Version von Live Blood war Teil der 2011 erschienenen New Blood Deluxe Edition DVD. Die Konzerte wurden in 3D gefilmt. Der Inhalt des Albums ist deckungsgleich mit dem bereits am 24. Oktober 2011 erschienenen Videoalbum New Blood: Live in London.

## Entstehung
Die Orchesterversionen der Lieder wurden von John Metcalfe zusammen mit Peter Gabriel arrangiert, außer Signal to Noise, das von Peter Gabriel und Will Gregory arrangiert wurde, und The Book of Love, das von Nick Ingman arrangiert wurde. Die Lieder wurden von Ben Foster dirigiert, der vor allem durch seine Arbeit an der BBC-Science-Fiction-Serie Doctor Who bekannt ist, mit Ausnahme von In Your Eyes, das von John Metcalfe dirigiert wurde. Das New Blood Orchestra trat 2023 wieder in immer wechselnden, den jeweiligen Titeln angepassten, Besetzungen auf fast allen Liedern seines zehnten (bzw. achten mit Originalmaterial) Studioalbums i/o auf.

## Titelliste
Alle Lieder wurden von Peter Gabriel geschrieben, außer wenn anders angegeben.

### Disc 1
1. Intruder (im Original von: Peter Gabriel (Melt), 1980) – 6:05
2. Wallflower (im Original von: Peter Gabriel (Security), 1982) – 7:25
3. The Boy in the Bubble (geschrieben von: Paul Simon) – 4:33
4. Après Moi (geschrieben von: Regina Spektor) – 5:26
5. The Drop (im Original von: Up, 2002) – 2:48
6. Washing of the Water (mit Melanie Gabriel) (im Original von: Up, 1992) – 4:21
7. The Book of Love (geschrieben von: Stephin Merritt) – 3:55
8. Darkness (im Original von: Up, 2002) – 6:33
9. The Power of the Heart (geschrieben von: Lou Reed) – 6:40
10. Biko (im Original von: Peter Gabriel (Melt), 1980) – 6:52
11. San Jacinto (im Original von: Peter Gabriel (Security), 1982) – 7:47

Gesamtspielzeit (Disc 1): 1:02:25

### Disc 2
1. Digging in the Dirt (im Original von: Us, 1992) – 6:08
2. Signal to Noise (im Original von: Up, 2002) – 8:48
3. Downside-Up (mit Melanie Gabriel) (im Original von: OVO, 2000) – 6:27
4. Mercy Street (im Original von: So, 1986) – 6:48
5. The Rhythm of the Heat (im Original von: Peter Gabriel (Security), 1982) – 6:55
6. Blood of Eden (im Original von: Us, 1992) – 6:37
7. Red Rain (im Original von: So, 1986) – 7:05
8. Solsbury Hill (im Original von: Peter Gabriel (Car), 1977) – 6:21
9. In Your Eyes (mit Sevara Nazarxon) (im Original von: So, 1986) – 8:29
10. Don’t Give Up (mit Ane Brun) (im Original von: So, 1986) – 8:30
11. The Nest That Sailed the Sky (im Original von: OVO, 2000) – 6:42

Gesamtspielzeit (Disc 2): 1:18:50

Gesamtspielzeit (Disc 1–2): 2:21:15

## Mitwirkende

### Hauptmusiker
- Ane Brun – Begleitgesang, Hauptgesang bei Don’t Give Up
- Tom Cawley – Piano, Begleitgesang
- Melanie Gabriel – Begleitgesang, Hauptgesang bei Downside-Up
- Peter Gabriel – Hauptgesang
- John Metcalfe – Celesta
- Sevara Nazarxon – Gesang (bei In Your Eyes)

### Orchesterpersonal
- New Blood Orchestra:
  - erste Geigen – Louisa Fuller (Konzertmeisterin), Cathy Thompson, Emma Parker, Ian Belton, Ian Humphries, Natalia Bonner, Rita Manning, Roland Roberts
  - zweite Geigen – Martin Burgess (Prinzipal), Alison Dods, Charles Mutter, Clare Hayes, Debbie Widdup, Jeremy Morris, Katherine Shave, Odile Ollagnon
  - Bratschen – Helen Kamminga, Ian Rathbone, Jon Thorne, Paul Cassidy, Reiad Chibah, Fiona Bonds (Prinzipal)
  - Celli – Caroline Dale, Chris Worsey, Ian Burdge, Jacqueline Thomas, Nick Roberts, Will Schofield (Prinzipal)
  - Kontrabass – Ben Russell, Richard Pryce, Steve Rossell, Chris Laurence (Prinzipal)
  - Flöte, Altflöte, Piccoloflöte – Eliza Marshall
  - Klarinette, Bassklarinette – Jon Carnac
  - Fagott – Sarah Burnett
  - Oboe – Alun Darbyshire
  - Trompete, Piccolotrompete – Dan Newell, Andy Crowley (Prinzipal)
  - Waldhorn – Phil Woods, Nigel Black (Prinzipal)
  - Tenorposaune – Dan Jenkins, Tracy Holloway (Prinzipal)
  - Bassposaune – Mark Frost
  - Tuba – David Powell
  - Perkussion – Joby Burgess, Rob Farrer, John Metcalfe
  - Dirigent – Ben Foster, John Metcalfe (bei In Your Eyes)
  - Arrangements für Orchester und musikalische Leitung - John Metcalfe (außer bei The Book of Love und Signal To Noise), Peter Gabriel, Nick Ingman (bei The Book of Love), Will Gregory (bei Signal To Noise)
  - Contractor – Leila Stacey
  - Tour Manager – Julie Guerrin

### Technisches Personal
- Mat Arnold – Toningenieur-Assistent
- Scott Barnett – Toningenieur-Assistent, Pro Tools-Editor, Orchester-Techniker
- Marc Bessant – Design
- Rob Bozas – Koordinator der Veröffentlichung
- Britannia Row Productions – Tontechnik
- Jamie Brownlow – Toningenieur-Assistent
- Richard Chappell – Toningenieur, Ingenieur (Peter Gabriel), Tontechniker (Peter Gabriel)
- Robin Delwish – Toningenieur-Assistent
- Gerry Fradley – System-Techniker
- Peter Gabriel – Ausführender Produzent (Real World Records)
- Chris Goddard – Toningenieur-Assistent
- Steve Gschmeissner – Fotografie (Cover)
- Julie Guerrin – Leiterin der Musikproduktion (Orchester-Tournee)
- Rachael Henley – Management (Assistentin für Peter Gabriel)
- Geoff Kempin – Ausführender Produzent (Eagle Rock Entertainment)
- Mike Large – Ausführender Produzent (Real World Records), Management
- Robbie McIntosh – Management (Weltweites Marketing und Projektmanagement für Real World Records)
- Dee Miller – Toningenieur (Monitor)
- Jimmy Nicholson – Bühnen-Techniker
- Annie Parsons – Management (Assistentin für Peter Gabriel)
- Tiff Pike – Management
- Necker Rountree – Toningenieur-Assistent
- Terry Shand – Ausführender Produzent (Eagle Rock Entertainment)
- Will Shapland – Tonaufnahme
- Richard Sharratt – Mixing-Ingenieur (Front of House)
- Owen Shiers – Toningenieur-Assistent
- Adam Smith – Techniker (Front Of House)
- York Tillyer – Fotografie (CD-Booklet)
- Michael Thomas – Management

## Rezeption

### Rezensionen
In der britischen Zeitung The Independent gab der Autor Andy Gill dem Album drei von fünf Sternen und schrieb: „Der Gesamteffekt kann zermürbend sein. Im besten Fall eröffnen die neuen Arrangements dunkle Gassen der Bedeutung, aber mit Ausnahme von The Book of Love, wo Gabriels Aufrichtigkeit die Ironie abwäscht, um den Song geradliniger und liebevoller zu machen, sind die neuen Bedeutungen selten optimistisch.“

### Charts und Chartplatzierungen
| ChartsChartplatzierungen | Höchstplatzierung | Wochen |
| ------------------------ | ----------------- | ------ |
| Deutschland (GfK)        | 65 (3 Wo.)        | 3      |